# تسبیحات فاطمه زهرا
تسبیحات فاطمه زهرا ذکری است که مسلمانان معمولاً پس از هریک از نمازهای یومیه می‌گویند و برای شمارش آن از تسبیح استفاده می‌شود. بنابر روایات این ذکرها توسط پیامبر اسلام به دخترش فاطمه یاد داده شدند.

## تاریخچه
به نقل از دانشنامه اسلام، که از منابع معتبر در زمینه اسلام (اعلام، اماکن، کتب و مفاهیم) است، در سال‌های اول ازدواج با فاطمه، علی پول کمی کسب می‌کرد. او از چاه آب می‌کشید و مزارع دیگران را آبیاری می‌کرد. فاطمه نیز خود خدمتکاری نداشت و خود غلات را با دست آسیاب می‌کرد و بر اثر کار دستانش تاول زده بود. روزی علی خبر دار می‌شود که محمد چند برده دریافت کرده‌است. علی فاطمه را می‌فرستد تا یکی از این برده‌ها را از پدرش دریافت نماید. فاطمه پیش پدرش می‌رود اما در خود این را نمی‌بیند که چنین درخواستی نماید. سرانجام علی خود به همراه فاطمه راهی منزل محمد می‌شود، اما در خواست او از طرف محمد رد می‌شود. محمد به آن‌ها گفت که «او نمی‌تواند اجازه دهد که اصحاب صفه از گرسنگی رنج بکشند» و «من باید برده‌ها را بفروشم و پول آنها را صرف کمک به آنها کنم». محمد در عوض تسبیحی که به تسبیح فاطمه زهرا معروف است را به زوج جوان می‌آموزد. گویند علی هیچگاه پیش از خواب، گفتن این تسبیح را ترک نمی‌کرد.
از علی بن ابی‌طالب نقل شده است که: یکی از پادشاهان عجم برده ای به پیامبر هدیه نمود، من به فاطمه گفتم نزد رسول خدا برو و خدمتگزاری برای خود درخواست کن، زهرا نزد رسول خدا رفته و این موضوع را با ایشان در میان گذارد، پیامبر فرمودند: فاطمه جان! چیزی به تو دهم که برایت از خادم و آنچه در دنیاست بهتر باشد؛ بعد از نماز، ۳۴ بار الله اکبر، و ۳۳ مرتبه الحمد لله و ۳۳ بار سبحان الله بگو.

آنگاه این اذکار سه گانه را با «لا اله الا الله.» پایان بخش، و این برای تو از آنچه خواسته ای و ازدنیا و آنچه در دنیاست بهتر خواهد بود.

## تسبیح
نقل شده است که فاطمه زهرا بعد از آنکه دستور تسبیحات معروف را از رسول اکرم دریافت کرد، در ابتدا، رشته‌ای از پشم تابیده آماده کرد و به عدد تسبیحات به آن گره زد و با دست خویش آن را می‌چرخاند و تکبیر و تسبیح و تحمید می‌گفت تا اینکه عمویش حمزة بن عبدالمطلب شهید شد، پس فاطمه از تربت قبر او خاک برداشت و تسبیح ساخت و با آن تسبیح می‌گفت، و مردم نیز چنان کردند و چون سیدالشهداء شهید شد، مردم از تربت او -که فضیلت بیشتری دارد- تسبیح ساختند و با آن به ذکر پرداختند. مرتضی مطهری بعد از ذکر این واقعه تاریخی می‌گوید این عملکرد فاطمه معنادار است یعنی بر ارزش و اهمیت شهید دلالت می‌کند.